# Sarrewerden
Sarrewerden (en alemán Saarwerden) es una localidad y comuna francesa, situada en el departamento de Bajo Rin en la región de Alsacia. Fue la capital del condado de su nombre durante la Edad Media.

## Historia
Villa del Ducado de Lorena, su castillo fue destruido por las tropas francesas en 1670. Sería anexionada por Francia, junto al resto del ducado en 1766.

## Demografía
| 917 | 934 | 947 | 967 | 987 | 1 013 |
| Para los censos de 1962 a 1999 la población legal corresponde a la población sin duplicidades (Fuente: INSEE [Consultar]) |     |     |     |     |       |

## Personajes célebres
Friedrich III von Saarwerden (1348-1414), obispo de Colonia de 1370 a 1414.